# Gabriela, clavo y canela
Gabriela, clavo y canela (Gabriela, Cravo e Canela en portugués) es una de las más célebres novelas del escritor brasileño Jorge Amado, publicada en 1958.
Representa un momento de cambio en la producción literaria del autor que hasta entonces abordaba temas sociales. En esta segunda fase, Jorge Amado hace una crónica costumbrista caracterizada por personajes populares, poderosos coroneles y mujeres sensuales. Además de Gabriela, clavo y canela, las novelas Doña Flor y sus dos maridos y Teresa Batista cansada de guerra son representativas de esta fase.
La obra es un retorno al llamado ciclo del cacao, al referenciar el universo de coroneles, matones, prostitutas y embusteros de todo tipo que conformaban la sociedad que giraba alrededor del cultivo de la planta.

## Síntesis
En la década de 1920, en la entonces rica y tranquila Ilhéus, donde el ansia de progreso se unía a una intensa vida nocturna litoral, entre bares y burdeles, se desarrolla el drama que acaba transformándose en una explosión de juerga, luz, color, sonido, sexo y risa.
La obra, que narra la relación amorosa entre el árabe Nacib y la agreste Gabriela, tiene como telón de fondo el período áureo del cacao en la región de Ilhéus. En la misma se describen los profundos cambios en la vida social de Bahía en la década de 1920, que incluyen la apertura del puerto a los grandes navíos, lo que lleva al ascenso de los exportadores cariocas, como Mundinho Falcão, y a la decadencia de los coroneles como Ramiro Bastos. Gabriela personifica las transformaciones de una sociedad patriarcal, arcaica y autoritaria, afectada por los vientos de renovación cultural, política y económica.
Esta historia de amor comienza cuando el estanciero Jesuíno Mendonza mató a tiros de un revólver a su esposa y a un doctor que había llegado a Ilhéus hace unos pocos meses.

## Personajes
- Gabriela, protagonista femenina. Mulata que emigra a la ciudad después de la sequía que causa una hambruna en el campo. Es una mujer sencilla e ingenua.
- Nacib Saad, protagonista masculino, propietario del bar Vesubio y futuro marido de Gabriela. En la obra, es el elemento de relación entre la sociedad urbana y el mundo rural, encarnado por la figura de Gabriela.
- Tonico Bastos, amante de Gabriela, gran conquistador e hijo del coronel Ramiro Bastos.
- Filomena, ex-cocinera del árabe Nacib.
- El ruso Jacob y Moacir, dueños del garaje de autobuses.
- El Coronel Jesuíno, un rico y respetado hacendado de Ilhéus.
- Sinhazinha, esposa asesinada por su marido, el Coronel Jesuíno.
- El doctor Osmundo, el dentista de Ilhéus que se acostó con Sinhazinha.
- El Coronel Manuel de las Onzas, joven carioca que fue a Ilhéus exportando los productos de Río.
- El Coronel Ramiro Bastos, candidato a presidente en las elecciones, representante del tradicionalismo conservador.
- Mundinho Falcão, exportador de cacao y triunfador de las elecciones en Ilhéus como representante del liberalismo progresista.

## Resumen histórico
El libro fue concluido en Petrópolis, Río de Janeiro, en el mes de mayo de 1958. Su primera edición fue lanzada por Librería Martins Editora, São Paulo, 1958, con 453 páginas, portada de Clóvis Graciano e ilustraciones de Di Cavalcanti.
Fue tal el éxito que en diciembre del mismo año se lanzó la sexta edición, que pasó a formar parte de la colección Obras Ilustradas de Jorge Amado como tomo decimocuarto, volumen XIX. En siguientes y sucesivas ediciones llegó hasta la número cincuenta en 1975.
Ese mismo año fue publicada otra edición, fuera de la colección, mediante un convenio entre Librería Martins Editora y la Distribuidora Record, de Río de Janeiro, la quincuagésimo primera edición, con portada de Di Cavalcanti, y que conservó las ilustraciones anteriores; esta vez con 363 páginas y el retrato del autor por Carlos Bastos y foto por Zélia Gattai.
A partir de entonces la Editora Record, Río de Janeiro, obtuvo los derechos editoriales de la quincuagésimo segunda edición en adelante hasta la última y más reciente, la número 80, en 1999, cuyo texto fue corregido por Paloma Jorge Amado y Pedro Costa. La portada de esta última edición es de Pedro Costa con ilustración de Di Cavalcanti, sobrecubierta e ilustraciones de Di Cavalcanti y viñetas de Pedro Costa, retrato del autor por Jordão de Oliveira y foto de Zélia Gattai.
Actualmente los derechos pertenecen a la casa editora Compañía de las Letras, que está relanzando todos los libros del autor.

## Premios
Al año de su primera edición la obra ganó cinco premios:
- Premio Machado de Assis, del Instituto Nacional del Libro, Río de Janeiro, 1959;
- Premio Paula Brito, del antiguo Ayuntamiento del Distrito Federal, Río de Janeiro, 1959;
- Premio Luísa Cláudia de Sousa, del PEN Club de Brasil, Río de Janeiro, 1959;
- Premio Carmem Dolores Barbosa, de São Paulo, 1959;
- Premio Jabuti, de la Cámara Brasileña del Libro, São Paulo, 1959.

El nombre Gabriela se popularizó tras el éxito de ventas de la novela, por lo que fue utilizado para denominar bares y restaurantes con venta de zumo de cacao, además de empresas de las más diversas ramas.

## Traducciones
Es la novela de Jorge Amado con mayor número de traducciones, publicada en alemán, árabe, búlgaro, catalán, chino, coreano, danés, eslovaco, esloveno, español, estonio, finlandés, francés, georgiano, griego, hebreo, holandés, húngaro, inglés, italiano, lituano, macedonio, moldavo, noruego, persa, polaco, rumano, ruso, sueco, checo, turco y ucraniano.

## Adaptaciones

### Televisión
- Gabriela, clavo y canela, telenovela producida por la extinta TELE Tupi en 1960, con adaptación de Zora Seljan, y Janete Vollu en el papel principal, además de Paulo Autran como Mundinho Falcão.
- Gabriela, telenovela de la Red Globo de Televisión, 1975, con adaptación de Walter George Durst y Sonia Braga en el papel principal. Tuvo gran éxito en Brasil y Portugal.
- Gabriela, telenovela de la Red Globo de Televisión, 2012, con adaptación de Walcyr Carrasco y Juliana Paes en el papel principal.

### Cine
Gabriela, clavo y canela, película dirigida por Bruno Barreto en 1983, con Sonia Braga en el papel principal.

### Danza
Espectáculo presentado por el ballet del Teatro Municipal de Río de Janeiro, además de adaptaciones nacionales y extranjeras.

### Fotonovela
Revista Amiga, Río de Janeiro, octubre de 1975, Bloch Editores.

### Historietas
Editora Brasil-América, Río de Janeiro, y revista Klik, Ebal, Río de Janeiro, 1975.